# 美丽虎耳草
美丽虎耳草（学名：Saxifraga pulchra）为虎耳草科虎耳草属下的一个种。

## 扩展阅读
- 維基物種上的相關：美丽虎耳草